# Journal of Materials Science
Das Journal of Materials Science (abgekürzt J. Mater. Sci.) ist eine wissenschaftliche Fachzeitschrift, die wöchentlich im Peer-Review-Verfahren bei Springer Science+Business Media erscheint. Die Zeitschrift behandelt Themen aus dem Bereich der Materialwissenschaft und erschien erstmals 1966. Bis 1968 erschien die Zeitschrift halbmonatlich, bis 1990 einmal im Monat, bis 2019 zweimal im Monat, bis 2021 dreimal im Monat und seither wöchentlich. 
Veröffentlicht werden Beiträge über die Struktur und  Eigenschaften von technischen Werkstoffen wie Metall, Keramik, Glas, Polymere, Energiematerialien, Elektromaterialien, Verbundwerkstoffe, Fasern, Nanomaterialien, biologische und biomedizinische Materialien. Der Impact Factor der Zeitschrift lag 2024 bei 3,9. Chefredakteur ist David P. Cann von der Oregon State University. Es gibt zwei Schwesterpublikationen, das Journal of Materials Science: Materials in Medicine und das Journal of Materials Science: Materials in Electronics. Die Journal of Materials Science Letters erschienen von 1982 bis 2003 und sind im Journal of Materials Science aufgegangen. Selbiges gilt für die von 1993 bis 2004 erschienene Zeitschrift Interface Science.